# William Ralph Smythe
William Ralph Smythe (Cañon City, Colorado, 5 de julio de 1893 – Boulder, Colorado, 6 de julio de 1988) fue un físico estadounidense. Fue profesor en el Instituto de Tecnología de California.

## Biografía
Se graduó del Colorado College y pasó un tiempo en el Dartmouth College antes de que sus estudios fueran interrumpidos por la Primera Guerra Mundial.
En 1921, completó su Ph.D. en la Universidad de Chicago bajo la dirección de Henry Gale y Albert Abraham Michelson, este último galardonado con el Premio Nobel de Física en 1907.
Después de impartir clases en la Universidad de Filipinas, se convirtió en profesor en el Instituto de Tecnología de California en 1923. Permaneció con este cargo hasta su jubilación en 1964.
Su investigación se centró en estudios electromagnéticos, separación de isótopos, aislamiento de potasio radiactivo y otros elementos, y la relación isotópica del oxígeno. En 1926, Smythe fue el primero en proponer un espectrómetro de velocidad de iones, el cual posteriormente construyó junto con Josef Mattauch.
Smythe enseñó a al menos seis galardonados con el Premio Nobel: Charles Townes, Donald Glaser, William Bradford Shockley, Carl David Anderson, James Rainwater y Edwin McMillan. Fue autor de un libro de texto sobre electromagnetismo titulado Static and Dynamic Electricity, que fue una referencia ampliamente utilizada en ese campo de estudio en el siglo XX.